# Muza adormită
Muza adormită sau Muză dormind este o sculptură de bronz creată de Constantin Brâncuși în 1910. Acesta a fost inițial sculptată din marmură, având-o pe baronesa Renée Irana Franchon ca model. Finisând sculptura, Brâncuși a prelucrat mai multe variante în bronz, care sunt acum în muzee din întreaga lume, inclusiv la Muzeul Metropolitan de Artă din New York City și la Muzeul Național de Artă Modernă din Paris. 
Sculptura este un model al unui cap, fără corp, cu marcaje pentru anumite caracteristici, cum ar fi părul, nasul, buzele și cu ochii închiși. În lucrarea A History of Western Art (O istorie a artei occidentale), Laurie Adams spune că sculptura are „o curbiliniaritate abstractă, de calitate și un contur neted care creează o impresie de eleganță." Prin turnarea lor în metal, cu un finisaj fin, aceste sculpturi au „forme arhetipale moderne, autosuficiente".

## Vezi și
- Lista sculpturilor lui Constantin Brâncuși